# Pajzsos kolibri
A pajzsos kolibri (Augastes scutatus) a madarak osztályának sarlósfecske-alakúak (Apodiformes) rendjébe és a kolibrifélék (Trochilidae) családjába tartozó faj.

## Rendszerezése
A fajt Coenraad Jacob Temminck holland holland arisztokrata és zoológus írta le 1822-ben, a Trochilus nembe Trochilus scutatus néven.

## Alfajai
- Augastes scutatus ilseae Grantsau, 1967
- Augastes scutatus scutatus (Temminck, 1824)
- Augastes scutatus soaresi Ruschi, 1963[2]

## Előfordulása
Brazília keleti részén honos. Természetes élőhelyei a szubtrópusi és trópusi síkvidéki és hegyi esőerdők, valamint cserjések. Állandó, nem vonuló faj.

## Megjelenése
Testhossza 10 centiméter, testtömege 3-4 gramm.

## Életmódja
Nektárral táplálkozik.

## Természetvédelmi helyzete
Az elterjedési területe nagy, egyedszáma ugyan csökken, de még nem éri el a kritikus szintet. A Természetvédelmi Világszövetség Vörös listáján nem fenyegetett fajként szerepel.